# Delisi
Delisi (gruz. დელისი) – stacja tbiliskiego metra należąca do linii Saburtalo. Została otwarta 15 kwietnia 1979. W latach 1992–2006 nosiła nazwę Wiktor Gotsiridze.